# Eudonia okuensis
Eudonia okuensis là một loài bướm đêm trong họ Crambidae.